# Перводекабрьское восстание
Перводекабрьское восстание (эст. 1. detsembri riigipöördekatse, Перводекабрьская попытка государственного переворота) — неудавшаяся попытка вооружённого захвата власти в Эстонской республике эстонскими и засланными из СССР коммунистами (в основном эстонцами и латышами — гражданами СССР) 1 декабря 1924 года.
Заговорщиками был убит 21 человек, в том числе министр путей сообщения Эстонской Республики Карл Карк. Восстание было подавлено в тот же день. 12 повстанцев было убито в ходе боевых действий, ещё несколько человек погибло при сопротивлении последовавшим арестам. Согласно советским источникам, в течение 2—3 месяцев после восстания было расстреляно несколько сот рабочих, свыше 2 тысяч человек было арестовано. Эстонский историк Тоомас Хийо подтверждает казнь более ста участников и сторонников переворота.

## Подготовка восстания
Военно-техническая и организационная подготовка к восстанию была начата ещё весной 1924 в условиях строгой конспирации. Детальный план восстания составил в Таллине прибывший из Москвы Карл Тракман (офицер Штаба РККА). Общее руководство подготовкой осуществлял член ЦК КПЭ Я. Я. Анвельт. Был создан Военно-революционный комитет под руководством В. Клейна. В состав руководителей восстания входили Иоханнес Юрна, Георг Креукс, Рудольф Пяльсон, Карл Римм, Николай Риукранд, Арнольд Соммерлинг, Харольд Туммельтау. Ответственные за организацию восстания в Тарту Ханс Хейдеманн и Вилли Троммель были арестованы до начала выступления.
Боевые группы формировались в Таллине, Пярну, Нарве, Тарту, Вильянди, Раквере, Выру, Валга, Кохила, Кунда и других местах, а также при воинских частях. В состав боевых организаций входили как коммунисты и комсомольцы, так и беспартийные. Основной воинской единицей была боевая тройка, в которой только её руководитель был непосредственно связан с подпольной организацией. Постепенно тройки сводились в боевые группы численностью в десятки бойцов. Общая численность восставших к ноябрю 1924 составила около 1000 человек, из них в Таллине около 400.
В ходе восстания предполагалось создать революционное правительство, которое должно было установить Советскую власть и присоединить Эстонию к СССР. Резервом восставших являлись около 6700 эстонских коммунистов и комсомольцев, проживавших в СССР, а также добровольческие группы, подготовленные компартиями Латвии и Финляндии.
Решение о выборе даты восстания было принято 29 ноября на объединённом заседании ЦК КПЭ и комсомола Эстонии, проходившем в Таллине на улице Кадака, 9. В ходе заседания был создан Военно-революционный комитет в составе 10 человек под председательством В. Клейна (начальник штаба — К. Римм). ВРК утвердил план, согласно которому восстание, начавшись в Таллине и Пярну, должно было охватить все центры страны.

## Ход событий
В ночь на понедельник 1 декабря группы повстанцев по 2-3 человека приходили на конспиративные квартиры, где концентрировались боевые группы. Здесь они получали оружие и боеприпасы.
Восстание началось в 5:15 утра. Примерно 250—300 человек со стрелковым оружием, гранатами и взрывчаткой утром 1 декабря атаковали ряд объектов в Таллине. Боевая группа Йоханнеса Мянда подорвала железнодорожный мост возле Вазула, а группа Вольдемара Ракэсона — железнодорожный мост у Мустйыэ, что помешало перебросить эскадрон кавалерии из Тарту и бронепоезд из Тапа для подавления восстания в столице.
Восставшие захватили резиденцию государственного старейшины Фридриха Акеля. Акель жил в официальной резиденции в центре города, за собором Александра Невского. При нападении повстанцев он скрылся в дальней комнате и заперся. Его адъютант Шенберг выпрыгнул из окна и под градом пуль побежал к зданию военного министерства, откуда к резиденции был немедленно выслан бронеавтомобиль. При его приближении повстанцы скрылись.
Повстанцами также был захвачен Главпочтамт и несколько воинских частей и полицейских участков. Дружины Кристьяна Грюнбаха и Виллема Рообаха заняли авиадивизион и аэродром в Ласнамяги, захватив 3 самолёта и 4 автомашины. Практически все солдаты авиадивизиона присоединились к восставшим. Был захвачен Балтийский вокзал, движение поездов с которого было приостановлено, а также железнодорожная станция Таллин-Вяйке. Повстанцы из числа военнослужащих автотанкового дивизиона захватили 12 танков.
Однако при попытке захвата военного училища в Тонди, министерства обороны и ряда других объектов нападающие получили вооружённый отпор и были вынуждены отступить. Неудачей закончилась и атака на казармы резерва конной полиции. Провал захвата здания Минобороны привёл к тому, что офицеры эстонской армии смогли управлять лояльными войсками, перегруппировать их, и в конечном итоге это привело к поражению восстания.
Правительство объявило военное положение. Из-за опасения нелояльности регулярных войск для подавления восстания были использованы исключительно вновь сформированные части из офицеров, учебного батальона, полицейского резерва и кадетов военного училища.
Части под командованием генерала Лайдонера подавили мятеж в течение нескольких часов. Особенно стойко защищались мятежники в Балтийском вокзале и на аэродроме Ласнамяги. В течение шести часов основные очаги сопротивления мятежников были подавлены.
В уличных боях повстанцами был убит 21 человек, включая министра транспорта Эстонии Карла Карка, ранено 25 военнослужащих и 16 гражданских лиц. Потери восставших убитыми составили 12 человек, ещё около 40 были ранены.

## Последствия
За подавлением восстания последовали массовые аресты, в ходе которых было убито ещё несколько повстанцев, оказывавших сопротивление. Более ста (по советским источникам, несколько сот) захваченных участников и сторонников восстания были казнены по приговорам полевых судов.
Часть повстанцев сумела бежать в СССР, в том числе и Ян Анвельт. 
После подавления восстания был обновлён Кайтселийт,  власти реорганизовали также политическую полицию. Большинство организаторов и участников восстания, перебравшихся в СССР, погибли там во время сталинских чисток.
После присоединения Эстонии к СССР в 1940 г. советские органы безопасности организовали преследование тех, кто участвовал в подавлении мятежа. Большая часть арестованных была приговорена к смертной казни.

## Память о восстании
- В 1928 году у стен Военного училища в Тонди был установлен монумент в память о кадетах училища, погибших в ходе подавления восстания (скульптор Амандус Адамсон). В 1941 году был уничтожен. В 2009 году скульптурная часть монумента восстановлена на прежнем месте (скульптор Яак Соанс)[6].
- В 1974 году в сквере напротив Балтийского вокзала в Таллине был установлен Монумент участникам восстания 1924 года (скульптор М. Варик, архитектор А. Мурдмаа). После восстановления в 1991 году государственности Эстонской Республики монумент был демонтирован.

## Кинематограф
- «Цену смерти спроси у мёртвых» (Эстонская ССР, 1978). Фильм описывает судьбу эстонских коммунистов, возглавлявших Перводекабрьское восстание. Центральная фигура фильма — история Антона Соммера, профессионального революционера и коммуниста[7].
- «Декабрьская жара» («Detsembrikuumus») (Эстония, 2008). Фильм охватывает события конца ноября — начала декабря 1924 года, освещая подготовку, ход и подавление восстания[8][9].